# ليو زهينلي
ليو زهينلي (بالصينية: 刘震理) (26 يونيو 1985 تشينغداو الصين - ) هو لاعب كرة قدم صيني، يلعب كحارس مرمى.

## روابط خارجية
- ليو زهينلي على موقع قاعدة بيانات كرة القدم.إي يو (الإنجليزية)
- ليو زهينلي على موقع Soccerway.com (الإنجليزية)
- ليو زهينلي على موقع أوليمبيديا (الإنجليزية)
- ليو زهينلي على موقع اللجنة الأولمبية الصينية (الإنجليزية)